# Le Loroux-Bottereau

Localització de Le Loroux-Bottereau

Le Loroux-Bottereau (en bretó Lavreer-an-Botorel, en gal·ló La Bouézyere) és un municipi francès, situat a la regió de país del Loira, al departament de Loira Atlàntic, que històricament ha format part de la Bretanya. L'any 2006 tenia 6.023 habitants. Limita amb els municipis de La Remaudière, Le Landreau, Haute-Goulaine, Saint-Julien-de-Concelles, La Chapelle-Basse-Mer i Barbechat a Loira Atlàntic, i Landemont a Maine i Loire.

## Demografia
| Evolució de la població Ehess i INSEE |       |       |       |       |      |       |       |       |
| 1793                                  | 1800  | 1806  | 1821  | 1831  | 1836 | 1841  | 1846  | 1851  |
| 7 200                                 | 2 996 | 4 971 | 4 991 | 4 991 | -    | 5 012 | 5 681 | 5 932 |

| 1856  | 1861  | 1866  | 1872  | 1876  | 1881  | 1886  | 1891  | 1896  |
| ----- | ----- | ----- | ----- | ----- | ----- | ----- | ----- | ----- |
| 6 058 | 6 163 | 4 195 | 4 067 | 4 105 | 4 007 | 4 029 | 3 809 | 3 666 |

| 1901  | 1906  | 1911  | 1921  | 1926  | 1931  | 1936  | 1946  | 1954  |
| ----- | ----- | ----- | ----- | ----- | ----- | ----- | ----- | ----- |
| 3 572 | 3 573 | 3 476 | 3 110 | 3 135 | 3 052 | 3 069 | 2 986 | 3 024 |

| 1962  | 1968  | 1975  | 1982  | 1990  | 1999  | 2006 | 2011 | 2016 |
| ----- | ----- | ----- | ----- | ----- | ----- | ---- | ---- | ---- |
| 3 067 | 3 204 | 3 488 | 4 033 | 4 353 | 4 959 | -    | -    | -    |

| 2019 | - | - | - | - | - | - | - | - |
| ---- | - | - | - | - | - | - | - | - |
| -    | - | - | - | - | - | - | - | - |

## Administració
| Període | Identitat   | Partit        |
| ------- | ----------- | ------------- |
| 2001-   | Paul Corbet | Divers gauche |